# 初母
初母（白一平轉寫：tsrh-）是中古漢語的一個聲母，屬正齒音莊組，次清聲母。
所有初母字都是二等或三等字。

## 擬音
學界對初母的擬音分兩派，一派擬成捲舌音，擬成/ʈʂʰ/，一派擬成舌葉音，擬成/t͡ʃʰ/。
| 聲母 | 高本漢 | 李方桂 | 陸志韋 | 王力 | 周法高 | 李榮 | 邵榮芬 | 蒲立本 | 董同龢 | 鄭張尚芳 | 潘悟雲 | 《廣韻》字數 |
| ---- | ------ | ------ | ------ | ---- | ------ | ---- | ------ | ------ | ------ | -------- | ------ | ------------ |
| 初   | tʂʰ    | tʂʰ    | tʃʰ    | tʃʰ  | tʂʰ    | tʃʰ  | tʃʰ    | tʂʰ    | tʃʰ    | tʃʰ      | tʂʰ    | 246          |

註：過往學界曾用逆撇號「ʻ」代表送氣音，後來國際語音學學會已規範以「ʰ」作爲清音送氣符號，上表亦依規範統一。

## 現代方言、語言中的讀音
在南京音系中，初母遇宕攝、假攝、效攝、江攝以及蟹攝二等、咸攝二等、山攝二等、止攝合口時，其拼音爲sh [ʂ]；其他為s [s]。這是南京型平翹現象之一。
在北京音系中，初母多數爲漢語拼音ch，少數（測策廁差（ci）等）為c。

## 參閱
韻典網-初母（页面存档备份，存于）